# Bois-d'Amont (Fribourg)
Pour les articles homonymes, voir Bois-d'Amont, Bois (homonymie) et Bois (communes).
Pour la commune française, voir Bois-d'Amont (Jura).
Bois-d'Amont est une commune suisse du canton de Fribourg, située dans le district de la Sarine.

## Histoire
Elle est active depuis le 1er janvier 2021 et est composée des localités d'Arconciel, d'Épendes, de Sales et de Senèdes.

## Géographie
Bois-d'Amont est limitrophe des communes de Ferpicloz, Gibloux, Hauterive, Le Mouret, Marly, Treyvaux et Villarsel-sur-Marly.

## Honneur
L'astéroïde (251485) Bois-d'Amont est nommé en son honneur.